# Mabel Mercer
Mabel Mercer (* 3. Februar 1900 in Burton-upon-Trent, Staffordshire, England; † 20. April 1984 in Pittsfield (Massachusetts)) war eine britische Varieté-Sängerin und Interpretin des Great American Songbooks, die in Europa und Amerika mit den Größen ihres Fachs auftrat.

## Biografie
Mabel Mercer war die Tochter der weißen walisischen Music-Hall-Tänzerin Gertrude Doak und des schwarzen Jazz-Musikers Warren Mercer, welcher vor ihrer Geburt starb. Sie wuchs bei ihren Großeltern mütterlicherseits auf und begann bereits mit 14 Jahren, in Vaudeville-Shows aufzutreten. Ihr Onkel und ihre Tante, die ebenfalls im Showgeschäft tätig waren, brachten sie in einem Stück namens „The Five Romanies“, in dem sie als Zigeuner auftraten. Zu Beginn des Ersten Weltkriegs zog sie mit einer Freundin durch Europa. 1926 trat sie in London in der Revue Lew Leslie’s Blackbirds auf. 1928 war sie Mitglied des schwarzen Chors in der Londoner Aufführung des Musicals Show Boat. In den 1930ern war sie im berühmten Chez Bricktop in Paris engagiert, wo sie auch zu singen begann und unter anderem Ernest Hemingway, Gertrude Stein, F. Scott Fitzgerald und Cole Porter begeisterte.
Bei Ausbruch des Zweiten Weltkriegs ging sie nach New York, wo sie in den besten Clubs der Stadt auftrat, wie in den Harlemer Clubs „Le Ruban Bleu“ 1941. Im Jahr 1942 folgte ein siebenjähriges Engagement im Tony’s Club, 1949 im Byline Room. 1955, als den neuen Byline Room eröffnete, hatte sie sich in der New Yorker Kabarettszene etabliert. Sie machte auch Plattenaufnahmen, tourte durch die Vereinigten Staaten und hatte Fernsehauftritte. Ende der 1960er gab sie in New York zwei legendäre Konzerte mit Bobby Short, welche beide auf Schallplatte veröffentlicht wurden: Mabel Mercer & Bobby Short at Town Hall (1968) und Mabel Mercer & Bobby Short Second Town Hall Concert (1969). Ende der 1960er Jahre, mit dem Aufkommen der Diskotheken und dem Ende der Nachtclubs, sank der Stern von Mabel Mercer; sie hatte noch gelegentlich Auftritte im Café Carlyle und dem Downstairs at the Upstairs. Von einem Lotteriegewinn kaufte sie eine Farm in der Nähe von New York und zog sich weitgehend aus dem Showgeschäft zurück. 1971 gab sie ihre ersten Konzerte in ihrem Heimatland England nach 41 Jahren. Ab 1970 war Jimmy Lyon ihr Begleiter am Klavier. 1978 trat sie anlässlich ihres 78. Geburtstags vor ausverkauftem Haus in San Francisco auf.
Mabel Mercer gilt als eine der großen Interpretinnen des zeitgenössischen populären Songs. Insbesondere widmete sie sich dem Werk von Cole Porter, Bart Howard und Alec Wilder, mit dem sie befreundet war. Zu ihren bekanntesten Songs des Great American Songbooks zählen Titel wie While We’re Young, Ev’ry Time We Say Goodbye, Some Other Time oder Blame It on My Youth, die später auch Jazz-Standards wurden. Dennoch gilt Mercer nicht als eigentliche Jazzsängerin, auch wenn sie gelegentlich mit Jazzmusikern, wie mit dem Orchester von Eddie South auftrat. Zu ihren Bewunderern zählte Frank Sinatra, welcher sie als sein künstlerisches Vorbild bezeichnete.

## Auszeichnungen
Für ihr Lebenswerk bekam Mabel Mercer den ersten „Award for Merit“ des „Stereo Review Magazine“. Dieser Preis wurde 1984 in „Mabel Mercer Award“ umbenannt.
1981 wurde ihr zu Ehren vom Whitney Museum of American Art in New York „An American Cabaret“ veranstaltet.
1983 erhielt Mercer von Präsident Ronald Reagan im Weißen Haus die Presidential Medal of Freedom, die höchste zivile US-Auszeichnung.
Daneben wurden ihr zwei Ehrendoktortitel verliehen, vom Berklee College of Music und vom New England Conservatory of Music.
1985 wurde die Mabel Mercer Foundation gegründet, die zum Ziel hat, die Erinnerung an Mabel Mercer aufrechtzuerhalten und Künstler zu unterstützen.